# Koninklijke Harmonie "Eendracht Maakt Macht" (Zoersel)
Koninklijke Harmonie "Eendracht Maakt Macht" is een harmonieorkest uit Zoersel in de provincie Antwerpen, dat opgericht werd in 1926.

## Geschiedenis
De vereniging werd op 21 juli 1926 opgericht als zangmaatschappij onder de naam "Eendracht maakt macht". Vervolgens werd ze op 15 oktober 1928 een fanfare en in 1930 kwamen er de houtinstrumenten bij en werd het een harmonieorkest. Op 24 april 1968 verkreeg de harmonie het brevet van de Koninklijke Benoeming.